# Anton de Bary

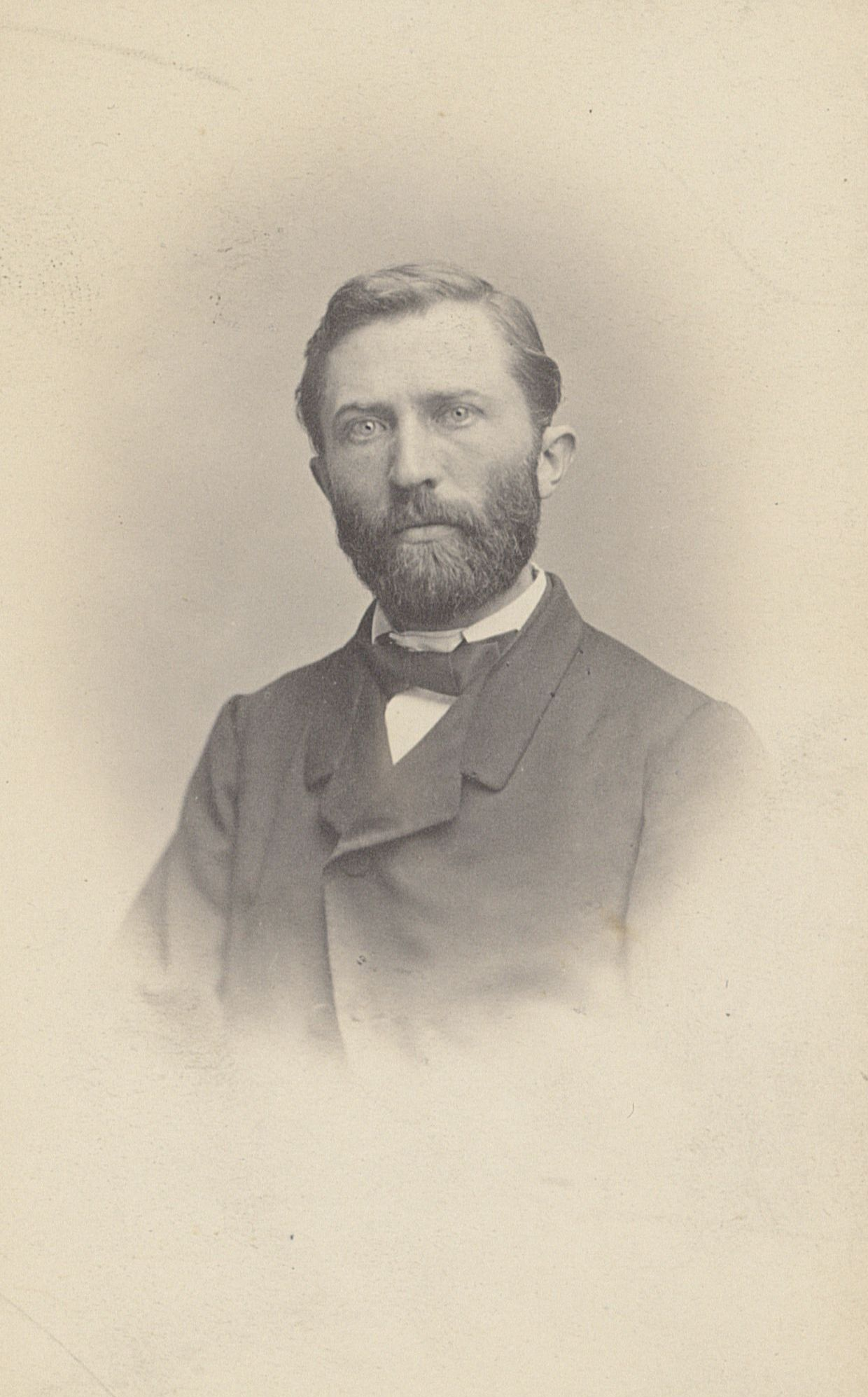
Anton de Bary, fotografiert von Albert Schwendy

Heinrich Anton de Bary (* 26. Januar 1831 in Frankfurt am Main; † 19. Januar 1888 in Straßburg) war ein deutscher Naturwissenschaftler, Mediziner, Mykologe und Botaniker. Sein offizielles botanisches Autorenkürzel lautet „de Bary“. 

## Leben
De Bary wurde als Sohn des angesehenen Frankfurter Arztes August Theodor de Bary geboren. Er entstammte einer uradeligen Hugenottenfamilie aus Barry bei Tournai in Belgien, die von dort durch die spanischen Habsburger unter Kaiser Karl V. vertrieben wurde und seit 1555 in Frankfurt nachweisbar ist. Sein Vater unterstützte die früh beginnende Forscherneigung des Sohnes, indem er ihm die heute nicht mehr existente „Maininsel“ pachtete, damit dieser dort seinem Entdeckungsdrang nachgehen konnte. Bei seinen stundenlangen Kahnfahrten auf dem Main lernte er Pflanzen kennen und untersuchte einzellige Algen mikroskopisch.
Als Abiturient hatte er schon ein umfangreiches Herbarium, das er später dem Straßburger Botanischen Institut hinterließ. Durch seinen frühen Kontakt zum damaligen Leiter des Senckenbergischen Instituts in Frankfurt, Georg Fresenius entwickelte De Bary sein Interesse für Algen und Pilze sowie die Arbeit am Mikroskop. Bereits mit 21 Jahren fertigte er eine Abhandlung über den Phycomyceten Achyla, die von der hervorragenden Beobachtungsgabe de Barys zeugt. Dabei zeigte er, dass die Saprolegnia-Schwärmer zwei terminale Geißeln besitzen, während die Schwärmer von Achyla zwei seitliche Geißeln tragen. Mit dieser Arbeit widerlegte er unter anderem auch den bekannten Botaniker Nathanael Pringsheim (1823–1894), der für die Saprolegnia-Schwärmer nur eine Geißel angegeben hatte.

### Akademische Karriere
In den Jahren 1849/1850 studierte De Bary Medizin in Heidelberg und in Marburg. Ab 1850 studierte er in Berlin, wo er 1853 zum Dr. med. promoviert wurde. Seine Dissertation hatte das Thema: De plantarum generatione sexuali. Nach nur einem Jahr Arbeit als Arzt entschloss sich de Bary zu einer Laufbahn als Botaniker und habilitierte sich 1854 an der Universität in Tübingen bei Hugo von Mohl (1805–1872).

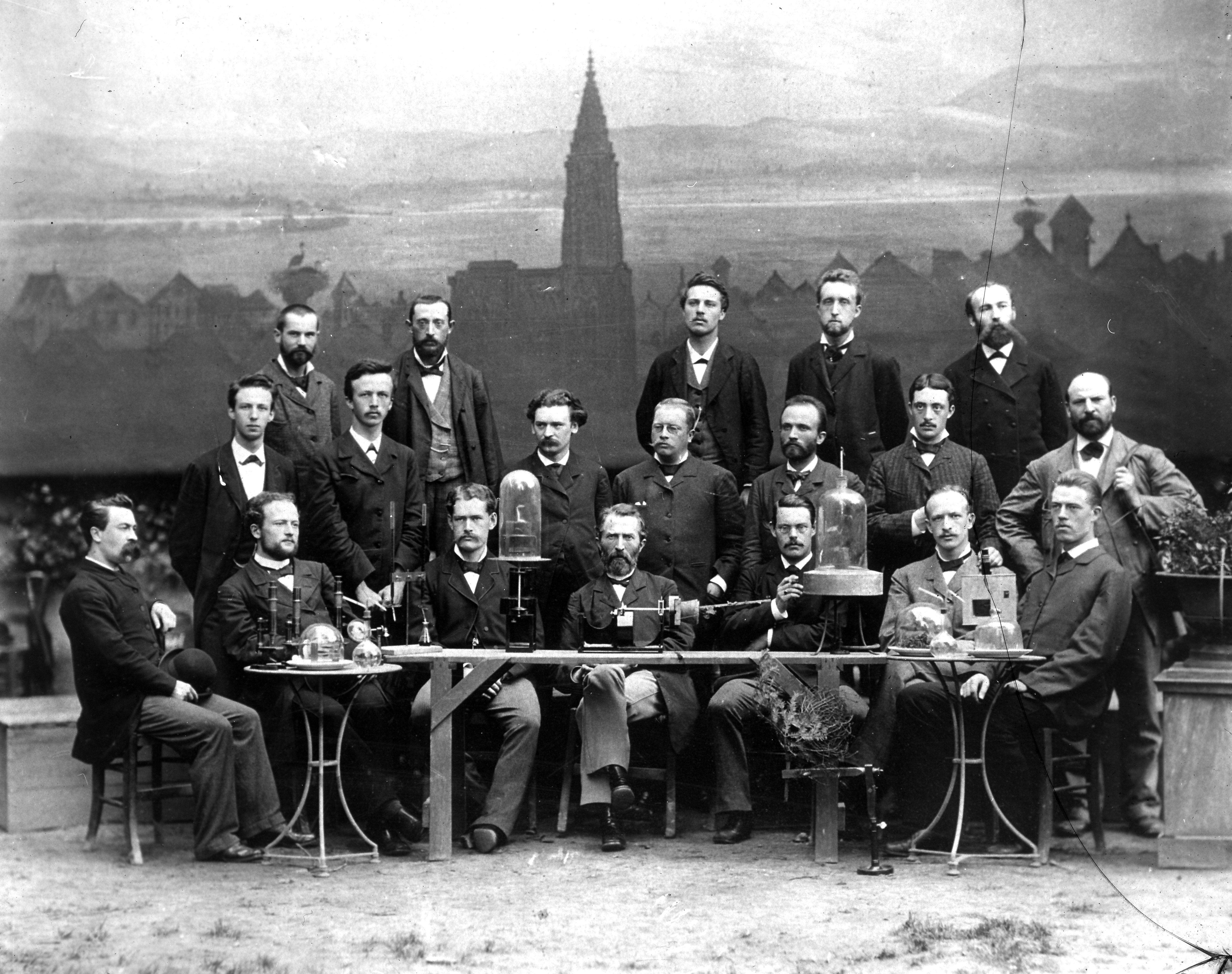
Anton de Bary umringt von Studenten in einem Fotostudio vor einer Kulisse mit dem Strassburger Münster um 1880.

Im Alter von nur 24 Jahren erhielt er 1855 einen Ruf als a.o. Professor an der Albert-Ludwigs-Universität Freiburg, an der er 1859 o. Professor und gleichzeitig Direktor des Botanischen Gartens wurde. In Freiburg war der russische Botaniker und Phytopathologe Michail Stepanowitsch Woronin sein Mitarbeiter, mit dem er mehrere bedeutsame Untersuchungen an Pilzen durchführte (z. B. über Chytridiales, Ascobolus, Mucor). 1867 nahm er einen Ruf an die Universität Halle an, um dann 1872 an die neu gegründete Kaiser-Wilhelm-Universität in Straßburg zu wechseln, deren Rektor er wurde. Dort wurde nach seinen Plänen ein neues Institut gebaut und 1882 bezogen. Zudem wurde der neue Botanische Garten der Universität nach seinen Angaben mit geräumigen Gewächshäusern errichtet.

### Mitgliedschaften
Er war ab 1872 Mitglied der Göttinger Akademie der Wissenschaften und ab 1878 korrespondierendes Mitglied der Preußischen Akademie der Wissenschaften. 1879 wurde er zum korrespondierenden Mitglied der Bayerischen Akademie der Wissenschaften und 1880 zum auswärtigen korrespondierenden Mitglied der Russischen Akademie der Wissenschaften gewählt. Die Académie royale des Sciences, des Lettres et des Beaux-Arts de Belgique nahm ihn 1882 als assoziiertes Mitglied (Élu associé) auf. 1884 wurde er als auswärtiges Mitglied in die Royal Society aufgenommen. Er war Mitglied der Gesellschaft Deutscher Naturforscher und Ärzte.

### Vermächtnis
Zahlreiche Schüler de Barys wurden später selbst berühmte Botaniker, so unter anderem Frederick Orpen Bower, Julius Oscar Brefeld, der Sohn von Charles Darwin Francis Darwin, William Gilson Farlow, Karl Ritter von Goebel, Pierre-Marie Alexis Millardet, Friedrich Oltmanns, Andreas Franz Wilhelm Schimper, der Flechtenforscher Hermann zu Solms-Laubach, Ernst Stahl, Julius Wortmann, Józef Rostafiński sowie Sergei Nikolajewitsch Winogradski.

## Forschung
Das Arbeitsgebiet de Barys war besonders die vergleichende Anatomie der höheren Pflanzen, der Algen sowie der Pilze, hier besonders der Rostpilze und Brandpilze, mit denen er sich schon 1853 in seiner Habilitationsschrift beschäftigt hatte. 1866 erschien sein Buch über die Morphologie und Physiologie der Pilze, Flechten und Myxomyceten. Dabei hatte de Bary entdeckt, dass bei Pflanzenerkrankungen nicht die Pflanze den Pilz erzeugt, sondern dass die Pilze Ursache der Pflanzenkrankheiten sind. Diese Erkenntnis legte er am Beispiel der Kraut- und Knollenfäule der Kartoffel in seiner 1861 erschienenen Arbeit Die Kartoffelkrankheit, deren Ursache und Verhütung dar. De Bary ist nach Ansicht des Biologen Ulrich Kutschera der Begründer der Phytopathologie.
Zwar waren die komplizierten Entwicklungszyklen der Rost- und Brandpilze bereits von Louis René Tulasne (1815–1885) und seinem Bruder Charles Tulasne (1816–1884) entdeckt worden, es gelang jedoch erst de Bary, der mit beiden in Briefwechsel stand, unter anderem die doppelte Sporenbildung des Schwarzrostpilzes (Puccinia graminis) in Uredosporen (Sommersporen) und Teleutosporen (Wintersporen) aufzuklären. Nach Tulasne sollten diese Sporen einem Schleim entspringen. Außerdem fand er heraus, dass eine dritte und vierte Fruchtform, die Aecidien, auf dem Blatt eines Zwischenwirtes, im Falle des Schwarzrostes auf der Berberitze (Berberis vulgaris) gebildet wird. Aufgrund dieser Erkenntnis wurde die Ausbreitung des Schwarzrostes dadurch bekämpft, dass man die Berberitze aus der Feldflur beseitigte.
De Bary dehnte seine Forschung auch auf andere Krankheiten an Kulturpflanzen aus. So beschäftigte er sich unter anderem mit den Krankheiten der Weinrebe, dem Falschen Mehltau (Plasmopara viticola), dem Echten Mehltau (Oidium tuckeri) sowie mit dem Roten Brenner (Pseudopezicula tracheiphila).
Auf dem Gebiet der Mykologie klärte er unter anderem auch den Entwicklungsgang der Schleimpilze (Myxomyceten) auf, wies die Zugehörigkeit von Aspergillus als Konidienform zum Eurotium-Fruchtkörper nach und beschrieb den vollständigen Entwicklungsgang des Falschen Mehltaus der Weinrebe.
Weitere bahnbrechende Erkenntnisse gelangen de Bary auf dem Gebiet der Flechten. Ausgehend von diesen Arbeiten schlug er 1878 auf der 51. Versammlung Deutscher Naturforscher und Ärzte in Kassel vor, besonders enge Beziehungen oder Biosysteme zwischen zwei Arten als Symbiose zu bezeichnen. Symbiosen wurden von de Bary definiert als „Das Zusammenleben ungleichnamiger Organismen“.
Außerdem erkannte er 1858 die taxonomische und stammesgeschichtliche Zusammengehörigkeit der Zieralgen mit Fadenalgen aus der Verwandtschaft der bekannten „Schraubenbandalge“ Spirogyra.

## Ehrungen
Die Deutsche Phytomedizinische Gesellschaft vergibt jährlich die Anton-de-Bary-Medaille.
Auch die Pflanzengattung Barya Klotzsch 1854 aus der Familie der Schiefblattgewächse (Begoniaceae) ist ihm zu Ehren benannt worden.
Die Allée Anton de Bary in Straßburg ist nach ihm benannt.

## Familie
De Bary entstammte einer uradligen Familie aus der Wallonie. Antons Vater wie sein Bruder Johann Jakob de Bary waren angesehene Ärzte in Frankfurt. Seine Mutter war Caroline Emilie von Meyer (1805–1887), aus deren Familie zwei renommierte Wissenschaftler hervorgingen. Anton heiratete 1861 die Tochter des Leipziger Juristen Dr. Wilhelm Einert, Marie Antonie Einert (* 21. Januar 1831, Leipzig; † 22. Mai 1892, Thann, Elsass-Lothringen). Sie war eine begabte Künstlerin und Malerin insbesondere von Pflanzen, die zum wissenschaftlichen Werk ihres Mannes beigetragen hat. Aus ihrer Ehe gingen vier Kinder hervor: Wilhelm, August, Marie und Hermann.

## Schriften (Auswahl)
- (1853): De plantarum generatione sexuali. Berolini, Schade 1853 OCLC 255254327 (Medizinische Dissertation „dissertatio inauguralis physiologica“ Universität Berlin, Medizinische Fakultät, 1853, 35 Seiten, 8°, quam ... publice defendet auctor [Heinrich] Antonius de Bary Moeno-Francofurtanus, lateinisch).
- (1853): Untersuchungen über die Brandpilze und die durch sie verursachten Krankheiten der Pflanzen mit Rücksicht auf das Getreide und andere Nutzpflanzen. G.W.F. Müller, Berlin 1853, OCLC 6349150 (Habilitationsschrift 1853, 144 Seiten, 8 Tafeln, 23 cm, Digitalisat).
- (1858): Untersuchungen über die Familie der Conjugaten, doi:10.3931/e-rara-17160
- (1859): Mycetezoen. Ein Beitrag zur Kenntnis der niedersten Thiere.
- (1861): Die gegenwärtig herrschende Kartoffelkrankheit, ihre Ursache und ihre Verhütung: eine pflanzenphysiologische Untersuchung. Förstner, Leipzig 1861, Universitätsbibliothek Johann Christian Senckenberg, Frankfurt am Main 2006 DNB 1128400472 (Volltext, online PDF, kostenfrei, 80 Seiten, 49'113 kB).
- mit Michail Stepanowitsch Woronin (1863): Beitrag zur Kenntnis der Chytrideen.
- (1863): Über die Fruchtentwicklung der Ascomyceten, doi:10.3931/e-rara-17869.
- (1864–1865): Zur Kenntniss der Peronosporen. Abhandlung, hrsg. von der Senckenbergischen Naturforschenden Gesellschaft: 367–372.
- (1864–1865): Beiträge zur Morphologie und Physiologie der Pilze. Abhandlung, hrsg. von der Senckenbergischen Naturforschenden Gesellschaft: 137–232, doi:10.3931/e-rara-17877.
- (1864–1865): Zur Kenntnis der Mucorinen. Abhandlung, hrsg. von der Senckenbergischen Naturforschenden Gesellschaft: 345–366.
- mit Mikhail S. Woronin (1865): Supplément à l'histoire des Chytridiacées. Annales des Sciences Naturelles. Botanique: 239–269.
- (1866): Morphologie und Physiologie der Pilze, Flechten und Myxomyceten. Digitalisat.
- (1866): Ueber die Keimung einiger grosssporiger Flechten, in: Jahrbücher für wissenschaftliche Botanik 5. Band, 1866–1867, S. 201–216 mit Taf. XVII.
- (1866): Neue Untersuchungen über die Uredineen, insbesondere die Entwicklung der Puccinia graminis und den Zusammenhang derselben mit Aecidium Berberidis. Monatsberichte der Königlichen Preußischen Akademie der Wissenschaften zu Berlin.
- (1867): Neue Untersuchungen über die Uredineen. Monatsberichte der Königlichen Preußischen Akademie der Wissenschaften zu Berlin.
- (1869–1870): Eurotium, Erysiphe, Cincinnobolus. Nebst Bemerkungen über die Geschlechtsorgane der Ascomyceten. Abhandlung, hrsg. von der Senckenbergischen Naturforschenden Gesellschaft: 361–455.
- (1869): Zur Kenntnis insektentödtender Pilze. Botanische Zeitung: 585–593.
- (1874): Protomyces microsporus und seine Verwandten: Botanische Zeitung: 81–92.
- (1876): Researches into the nature of the potatofungus Phytophthora infestans. Journal of Botany: 105–126.
- (1876): Researches into the nature of the potato-fungus, Phytophthora infestans. Journal of the Royal Agricultural Society of England: 239–269.
- (1877): Vergleichende Anatomie der Vegetationsorgane der Phanerogamen und Farne. Digitalisat.
  - Comparative anatomy of the vegetative organs of the phanerogams and ferns. Clarendon Press, Oxford 1884 (Digitalisat) – übersetzt und mit Anmerkungen versehen von Frederick Orpen Bower und Dukinfield Henry Scott.
- (1879): Die Erscheinung der Symbiose. Digitalisat.
- (1881): Untersuchungen über die Peronosporeen und Saprolegnieen und die Grundlagen eines natürlichen Systems der Pilze. Abhandlung, hrsg. von der Senckenbergischen Naturforschenden Gesellschaft: 225–370.
- (1881): Zur Kenntnis der Peronosporeen. Botanische Zeitung Spalte 521–530, 537–544, 553–563, 569–578, 585–595, 601–609 und 617–625.
- (1883): Zu Pringsheim’s Neuen Beobachtungen über den Befruchtungsact der Gattungen Achlya und Saprolegnia. Botanische Zeitung: Spalte 38–46 und 54–60.
- mit Heinrich Georg Winter & Heinrich Simon Ludwig Friedrich Felix Rehm (1884): Deutschlands Kryptogamen-Flora oder Handbuch zur Bestimmung der kryptogamischen Gewächse Deutschlands, der Schweiz, der Lombardisch-Venetianischen Königreichs und Istriens: Schizomyceten, Saccharomyceten, und Basidiomyceten. 2 Bände.
- (1884): Vergleichende Morphologie und Biologie der Pilze, Mycetozoen und Bakterien. 2. Auflage.
- (1886): Über einige Sclerotien und Sclerotienkrankheiten. Botanische Zeitung: 377–474.
- (1887): Comparative Morphology and Biology of the Fungi, Mycetozoa, and Bacteria.
- (1888): Species der Saprolegnieen. Botanische Zeitung: 597–653.